# 菲施巴赫 (凯撒斯劳滕县)
菲施巴赫（德語：Fischbach，發音：[ˈfɪʃbax]）是德国莱茵兰-普法尔茨州凯撒斯劳滕县的市镇，面积15.06平方千米，2023年12月31日人口为766人。